# CWA Tag Team Championship
El CWA Tag Team Championship fue uno de los principales campeonatos de lucha libre profesional defendidos en parejas en la Continental Wrestling Association. Duró desde 1988 hasta 1990, cuando fue abandonado y sustituido por el USWA World Tag Team Championship.

## Lista de campeones
| Luchadores:                                              | Reinados juntos:  | Fecha:                   | Lugar:                | Notas: |
| -------------------------------------------------------- | ----------------- | ------------------------ | --------------------- | --- |
| CWA Tag Team Championship                                |                   |                          |                       | |
| Max Pain & Gary Young                                    | 1                 | 1 de febrero de 1988     | Memphis, Tennessee    | Derrotaron a Manny Fernandez y Jeff Jarrett en la final de un torneo, ambos convirtiéndose en los primeros campeones.                                                 |
| The Bruise Brothers (Don & Ron Bruise)                   | 1                 | 29 de febrero de 1988    | Memphis, Tennessee    | |
| Max Pain & Gary Young                                    | 2                 | 7 de marzo de 1988       | Memphis, Tennessee    | |
| The Bruise Brothers (Don & Ron Bruise)                   | 2                 | 28 de marzo de 1988      | Memphis, Tennessee    | |
| The Cuban Choir Boys (Tommy Heggie & Terry Adonis)       | 1                 | 9 de mayo de 1988        | Memphis, Tennessee    | |
| Scott Steiner & Billy Travis                             | 1                 | 30 de mayo de 1988       | Memphis, Tennessee    | |
| Don Bass & Gary Young                                    | 1                 | 6 de junio de 1988       | Memphis, Tennessee    | |
| Scott Steiner & Billy Travis                             | 2                 | 27 de junio de 1988      | Memphis, Tennessee    | |
| The Rock 'n' Roll RPMs (Mike Davis & Tommy Lane)         | 1                 | 15 de agosto de 1988     | Memphis, Tennessee    | |
| Título vacante                                           | Título vacante    | 20 de octubre de 1988    | Lewisburg, Tennessee  | El campeonato tuvo lugar luego de una lucha contra Bill Dundee y Todd Morton.                                                                                         |
| Cactus Jack & Gary Young                                 | 1                 | 24 de octubre de 1988    | Memphis, Tennessee    | Derrotó a Bill Dundee y Todd Morton en la final de un torneo ganando el campeonato vacante.                                                                           |
| Robert Fuller & Jimmy Golden                             | 1                 | 7 de noviembre de 1988   | Memphis, Tennessee    | |
| Jed Grundy & Scott Steiner                               | 1                 | 18 de febrero de 1989    | Memphis, Tennessee    | |
| Robert Fuller & Jimmy Golden                             | 2                 | 25 de febrero de 1989    | Memphis, Tennessee    | |
| Título vacante                                           | Título vacante    | marzo de 1989            |                       | |
| John Paul & Tracy Smothers                               | 1                 | 13 de marzo de 1989      | Memphis, Tennessee    | |
| Robert Fuller & Brian Lee                                | 1                 | 4 de mayo de 1989        | Morristown, Tennessee | |
| Action Jackson & Billy Travis                            | 1                 | 5 de junio de 1989       | Memphis, Tennessee    | |
| Título vacante                                           | Título vacante    | 3 de julio de 1989       | Memphis, Tennessee    | El campeonato tuvo lugar luego de una lucha contra Jackson & Travis y Wildside terminando sin resultado.                                                              |
| Wildside (Chris Champion & Mark Starr)                   | 1                 | 10 de julio de 1989      | Memphis, Tennessee    | Derrotó a Jackson & Travis en una revancha ganando el campeonato vacante.                                                                                             |
| The Rock 'n' Roll Express (Robert Gibson & Ricky Morton) | 1                 | 11 de septiembre de 1989 | Memphis, Tennessee    | |
| Título vacante                                           | Título vacante    | noviembre de 1989        |                       | El campeonato quedó vacante cuando Gibson dejó la promoción. |
| The Grappler (Kevin Dillinger) & Brian Lee               | 1                 | 4 de diciembre de 1989   | Memphis, Tennessee    | Derrotó a The New York Brawler & Mike Davis, Ricky & Todd Morton y King Cobra & Frankie Lancaster en un four-team elimination match ganando los campeonatos vacantes. |
| Título abandonado                                        | Título abandonado | 1990                     |                       | El campeonato fue abandonado y reemplazado por el USWA Tag Team Championship.                                                                                         |